# Amor de gatos
Amor de gatos (el título original es Must Love Cats, en inglés) es un programa de Animal Planet conducido por John Fulton, que se estrenó en los Estados Unidos en febrero de 2011. En cada episodio, viaja a través de los Estados Unidos y explora los diversos aspectos del estilo de vida de los amantes de los gatos. Animal Planet anunció en abril de 2011 que la serie fue renovada para una segunda temporada que se estrenó el 10 de marzo de 2012. En la segunda temporada, se visitan también otros países, siendo la primera vez que el programa se rueda fuera de su país de origen.

## Lista de episodios
Nota: Fecha de estreno en los Estados Unidos. Esta fecha puede variar en otros países.

### Primera temporada
1. Cat Poo Coffee and Klepto Kitties - Costa Oeste de los EE. UU (Estrenado el 12 de febrero de 2011).
2. Kitty Tree Houses and the Cat Guys - Grandes Llanuras (Estrenado el 19 de febrero de 2011).
3. Cat Musicians and Garfield's Dad - Medio Occidente de los EE. UU. Presentando una aparición especial de Jim Davis y Garfield. (Estrenado el 26 de febrero de 2011).
4. Kitty Fashion Plates and NYC's Best Mousers - Noreste de los EE. UU. (Estrenado el 5 de marzo de 2011).
5. Kitty Wigs and Fat Cats - Sureste de los EE. UU. (Estrenado el 12 de marzo de 2011).
6. Cat Colleges and Kitty Heroes - Sureste de los EE. UU. (Estrenado el 19 de marzo de 2011).

### Segunda temporada
1. Cat Crazy in Japan - Japón (Estrenado el 10 de marzo de 2012).
2. Tough Guys and Acupuncture Save Cats - Costa Oeste de los EE. UU. (Estrenado el 17 de marzo de 2012).
3. English Kitties and Stowaway Cats - Reino Unido (Estrenado el 24 de marzo de 2012).
4. Kitty Kidney Transplants and the Cat Who Jogs - Alemania (Estrenado el 31 de marzo de 2012).
5. Swimming Cats and Cat Fur Jewels - Zona Este de los EE. UU. (Estrenado el 7 de abril de 2012).
6. Prison Kitties and Apps for Cats - Zona Este de los EE. UU. (Estrenado el 14 de abril de 2012).
7. Cats For Love - Rusia (Estrenado el 1 de septiembre de 2012).